# Cunemi Kubodera
Cunemi Kubodera (japonsky 窪寺 恒己; * 1951, Nakano) je japonský zoolog specializující se na výzkum hlavonožců. Proslavil se tím, že 30. září 2004 spolu se svým týmem pořídil první fotografie krakatice obrovské v jejím přirozeném prostředí. O dva roky později (4. prosince 2006) se mu podařilo jako prvnímu na světě tohoto hlavonožce nafilmovat živého (jednalo se o samici, která byla vytažena na palubu lodi a následně uhynula) a 10. července 2012 se Kuboderovi s jeho týmem podařilo natočit první filmové záběry živé krakatice v jejím přirozeném prostředí blízko Boninských ostrovů.
Kromě těchto úspěchů byl také prvním člověkem, který v přirozeném prostředí nafilmoval krakatici druhu Taningia danae.

## Hledání obří krakatice
Kubodera a jeho společník Kjóiči Mori z Ogasawara Whale Watching Association natočili záběry obří krakatice po tříletém snažení pomocí speciálních fotoaparátů. Místo, kde by se tito hlavonožci měli vyskytovat, si vědci vytipovali na základě pozorování vorvaňů. Fotoaparáty byly nastaveny tak, aby každých třicet sekund osvětlily prostor pomocí blesku a pořídily snímek. Každý z fotoaparátů měl kapacitu 600 fotografií. Kubodera doufal, že se jim takto podaří alespoň na jednom ze snímků krakatici zaznamenat. Přístroj byl zavěšen na konci lana s dvěma háky, na kterých byly umístěny návnady. Celé zařízení pak vědci spustili do hloubky 900 metrů pod hladinu. Krakatice se přiblížila k návnadě a zachytila se na jeden z háků. Poté více než čtyři hodiny bojovala o vysvobození, což se jí nakonec podařilo a na háku zůstal pouze kus chapadla, který se ještě po vytažení do lodi pohyboval.

## Média
Cunemi Kubodera vystupoval v pořadu televizní stanice Discovery Channel, který se zabýval obřími olihněmi.